# کریستینا سرسکو
کریستینا سرسکو (انگلیسی: Cristina Cerescu؛ زادهٔ ۶ مارس ۱۹۹۵) بازیکن فوتبال اهل مولداوی است.
وی همچنین در تیم ملی فوتبال Moldova بازی کرده‌است.